# Philippe de Noircarmes
Philippe René Nivelon Louis de Sainte-Aldegonde de Noircarmes, conosciuto più semplicemente come Noircarmes (1530? – Utrecht, 5 marzo 1574) è stato un politico, militare e nobile francese, membro del Consiglio dei torbidi, statolder di Hainaut tra il 1566 e il 1574, e, dal 1573 al 1574 statolder d'Olanda, Zelanda e Utrecht al servizio di Carlo V d'Asburgo e Filippo II di Spagna.